# 絶対優位
もしある国Aが他国Bに比べて効率的に（小さいコストで）財 x を生産できるのであれば、ある国Aは財 x の生産に関して絶対優位（ぜったいゆうい、英: absolute advantage）を持っていると言う。絶対優位はアダム・スミスによって発見された概念であり、国際貿易において、各国が他国に比べて絶対優位にある分野（生産に必要な投下労働量が他国に比べて小さい）に集中して生産し、その生産された財の一部をお互いに交換（貿易）することで、貿易を行った国それぞれが利益を得ることができるとされる。

## 概要
| 一単位の財の生産に必要な労働量 | 一単位の財の生産に必要な労働量 | 一単位の財の生産に必要な労働量 |
| 国                             | ワイン                         | 毛織物                         |
| ------------------------------ | ------------------------------ | ------------------------------ |
| フランス                       | 80                             | 100                            |
| イギリス                       | 120                            | 90                             |

この節では2国2財1生産要素モデルに従って説明をする。さらに、次のような仮定を置く。
1. 使用される生産要素は労働のみで、作られる財の価格は労働コストによって決定される。
2. 1単位当たりの生産費は、生産量に関わらず一定である。
3. 労働は両国間を移動できない。
4. 関税、輸入数量割当などの貿易障害はなく、輸送費なども無視する。

そのうえで表1を見ると、イギリスは毛織物の生産をフランスよりも少ない投下労働量で生産することができ、イギリスは毛織物の生産に絶対優位を持っているということができる。対して、フランスはワインの生産をイギリスよりも少ない投下労働量で生産することができ、フランスはワインの生産に絶対優位を持っているということができる。このとき、イギリスは毛織物の生産に特化し、フランスはワインの生産に特化し、その生産された財の一部を交換することで最終的な利益を大きくすることができる。
まず、フランスがワインの生産に特化し、全労働量をワインの生産に当てる。フランスの全労働量は100＋80=180であるから、これをワインの生産に当てると、180÷80=2.25単位のワインを生産することできる。一方でイギリスは全労働量を毛織物の生産に当てると、全労働量は120＋90=210であるから、210÷90=2.333...単位の毛織物を生産することができる。この財の一部をお互いに交換することで、各国は生産特化および貿易前の財の生産量（2単位）よりも多い財の生産量を得ることができる。このような体制は国際分業と言われ、その国が絶対優位を持つ財の生産に特化し、それを貿易によって取引することで、より効率的な財の生産がなされ、貿易に参加した各国それぞれが利益を得ることができるのである。

## 比較優位との違い
| 一単位の財の生産に必要な労働量 | 一単位の財の生産に必要な労働量 | 一単位の財の生産に必要な労働量 |
| 国                             | 自動車                         | パソコン                       |
| ------------------------------ | ------------------------------ | ------------------------------ |
| 小国S                          | 100                            | 120                            |
| アメリカ                       | 90                             | 80                             |

比較優位は絶対優位と混同されがちな概念であるが、比較優位は絶対優位とは異なる概念である。例えば、表2のようなケースを見る。このとき、2つの財のうち、双方の生産に関してアメリカが絶対優位を持っており、小国Sはどちらの財の生産に関しても絶対劣位にある。このとき、アダム・スミスの絶対優位の考え方によれば、この2か国が貿易するメリットはない。しかし、デヴィッド・リカードによって提唱された比較優位の考え方によれば、双方の国に貿易するメリットが生まれ、各国は比較優位にある財を輸出し、比較劣位にある財を輸入することになる。
このとき、小国Sは自動車1単位を生産するのに100の労働が必要となり、また、この100の労働によって5/6単位のパソコンを生産することができる。一方で、アメリカは自動車1単位を90の労働で生産することでき、この90の労働によって9/8単位のパソコンを生産することができる。このとき、小国Sは、より小さい機会費用で自動車を生産することができるので、自動車という財の生産に関して比較優位にあり、同様にアメリカはパソコンの生産に関して比較優位にある。
このとき、もし、小国Sが1単位の自動車で、アメリカからパソコンを5/6単位以上手に入れることができれば、小国Sに貿易をするメリットが生まれる。一方で、アメリカはパソコン9/8単位以下で、小国Sから自動車1単位を手に入れることができるのであれば、アメリカに貿易をするメリットが生まれる。つまり、アメリカと小国Sの間で自動車1単位に対し、パソコン5/6単位以上9/8単位以下、の間で交換比率が収まれば、両国の間で貿易が行われることになる。このような輸出財1単位と交換される輸入財の量のことを交易条件（あるいは交換条件とも）という。自国の交易条件の逆数が外国の交易条件となる。
ここで仮に交換比率が交易条件内である1対1に決まったとし、両国が貿易をするならば、アメリカは比較優位にあるパソコンの財の生産に特化する。すなわち全労働量である80+90=170をパソコンの生産に当てることで、170÷80=2.125単位のパソコンを生産することができる。一方で、小国Sは自動車という財に関して比較優位にあるため、自動車の生産に特化し、全労働量である100+120=220を自動車の生産に当て、220÷100=2.2単位の自動車を生産することができる。このとき、アメリカはパソコン1単位で自動車1単位を得ることができ、小国Sは自動車1単位でパソコン1単位を得ることができる。しかも、パソコンは2.125単位、自動車は2.2単位と、最終的な生産量は貿易をしない場合のそれぞれ2単位の生産量よりも、多くなっている。

## 生産要素の投入
上記の絶対優位の例では、フランスとイギリスの労働量と生産量、さらにこの2国の貿易から絶対優位を考えた。このとき、生産要素である労働量を投下すると同じ比率で生産量が増加する事を仮定している。生産要素の投入規模を拡大した際、同じ比率で生産量が増加することを、規模に関して収穫一定という。同じ比率で生産量が増えず、生産量の増加率が生産要素の投入規模よりも小さいならば規模に関して収穫逓減という。逆に、生産量の増加率が生産要素の投入規模よりも大きいならば規模に関して収穫逓増という。